# Геркінген (Нідерланди)
Геркінген (нід. Herkingen) — село в нідерландській провінції Південна Голландія. Входить до муніципалітету Гуре-Оверфлакке.
Його площа — 9,71 км², а населення станом на 2021 рік становило 1250 осіб.
У 1817—1966 роках мало статус окремого муніципалітету.

## Галерея

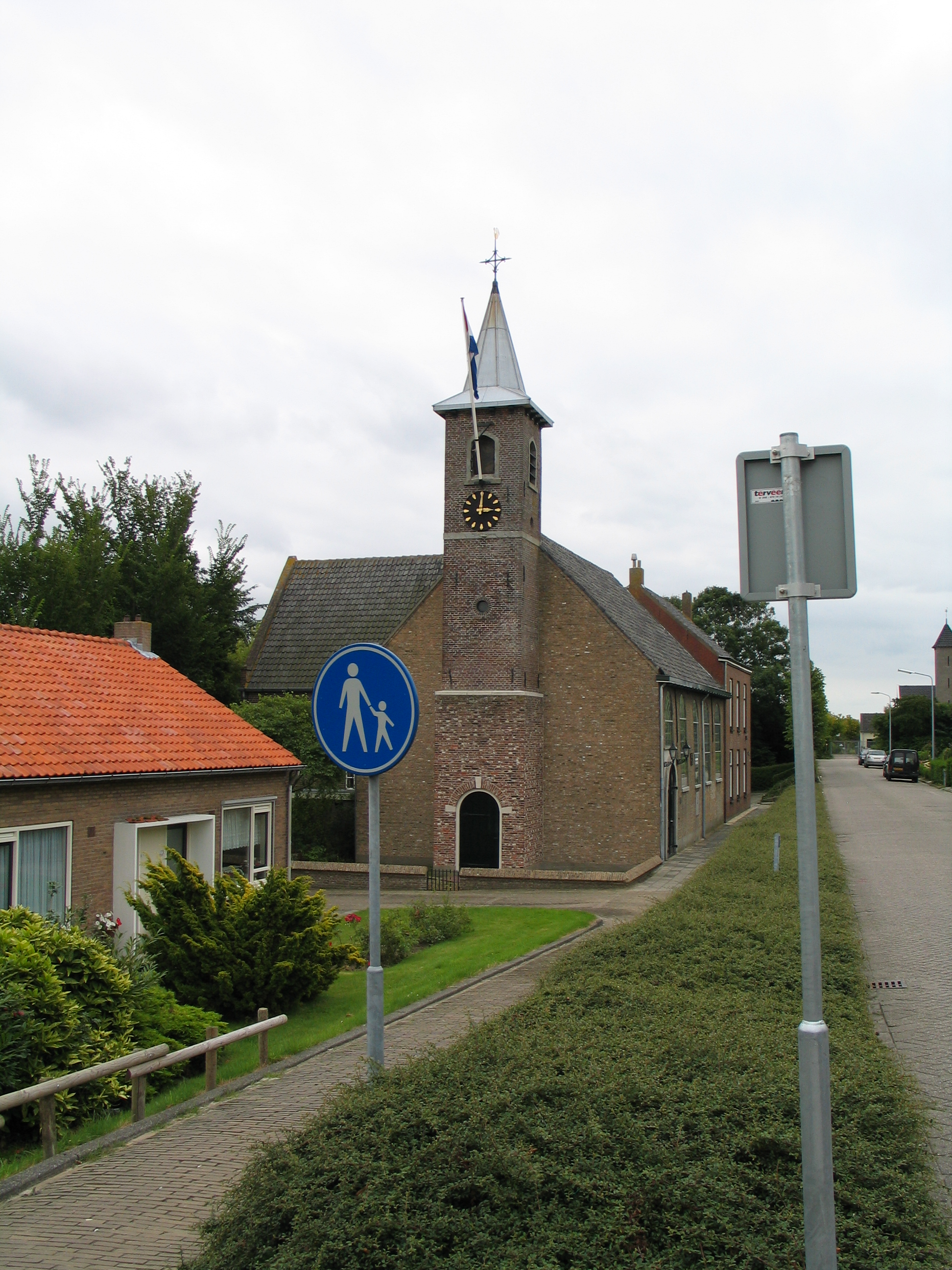
Реформістська церква
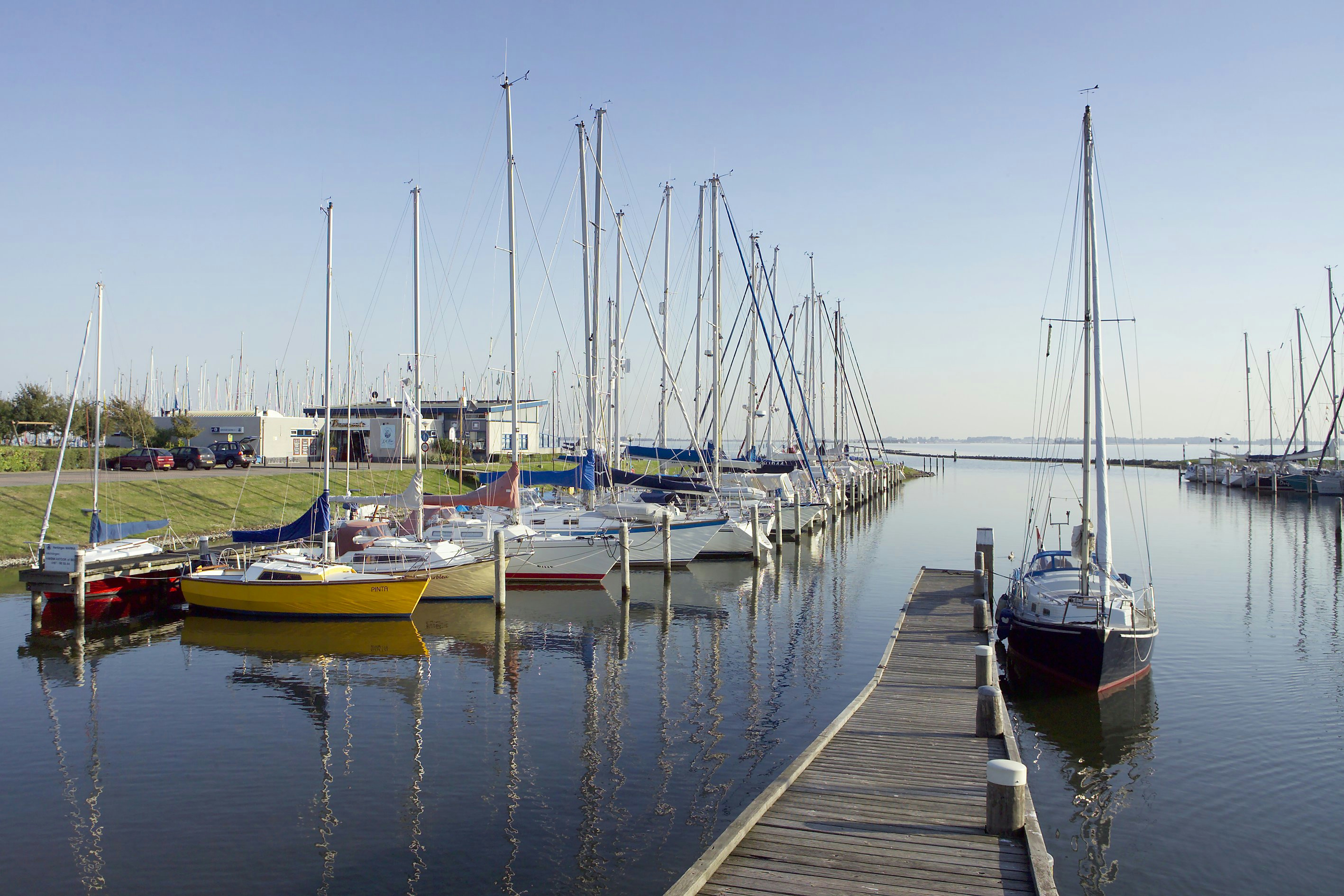
Марина в селі